# Overzicht van ingehouden winsten
Het Overzicht van ingehouden winsten, in het Engels Statement of retained earnings, is een boekhoudkundig overzicht dat in Nederland vrijwel niet gebruikt wordt. Het overzicht geeft antwoord op de vraag hoe de ingehouden winst zich over de accounting periode ontwikkeld heeft.
Hoewel het overzicht in Nederland vrijwel niet gebruikt wordt, is het volgens de Generally Accepted Accounting Principles een basisoverzicht dat bij de externe verslaggeving hoort.

## Doel
Het overzicht gebruikt de informatie van de resultatenrekening en verwerkt deze tot informatie voor op de balans. Ingehouden winsten worden immers op de balans vermeld als onderdeel van het eigen vermogen. Ingehouden winsten worden beïnvloed door de winst (of verlies) over de afgelopen periode en door uitgekeerd dividend. In het kader rechts staat een voorbeeld van een overzicht van ingehouden winsten.
In het algemeen wordt de balanspost ingehouden winsten berekend door de formule:
Ingehouden winst = Eindstand vorige periode - dividend + netto inkomen